# Ondata di freddo

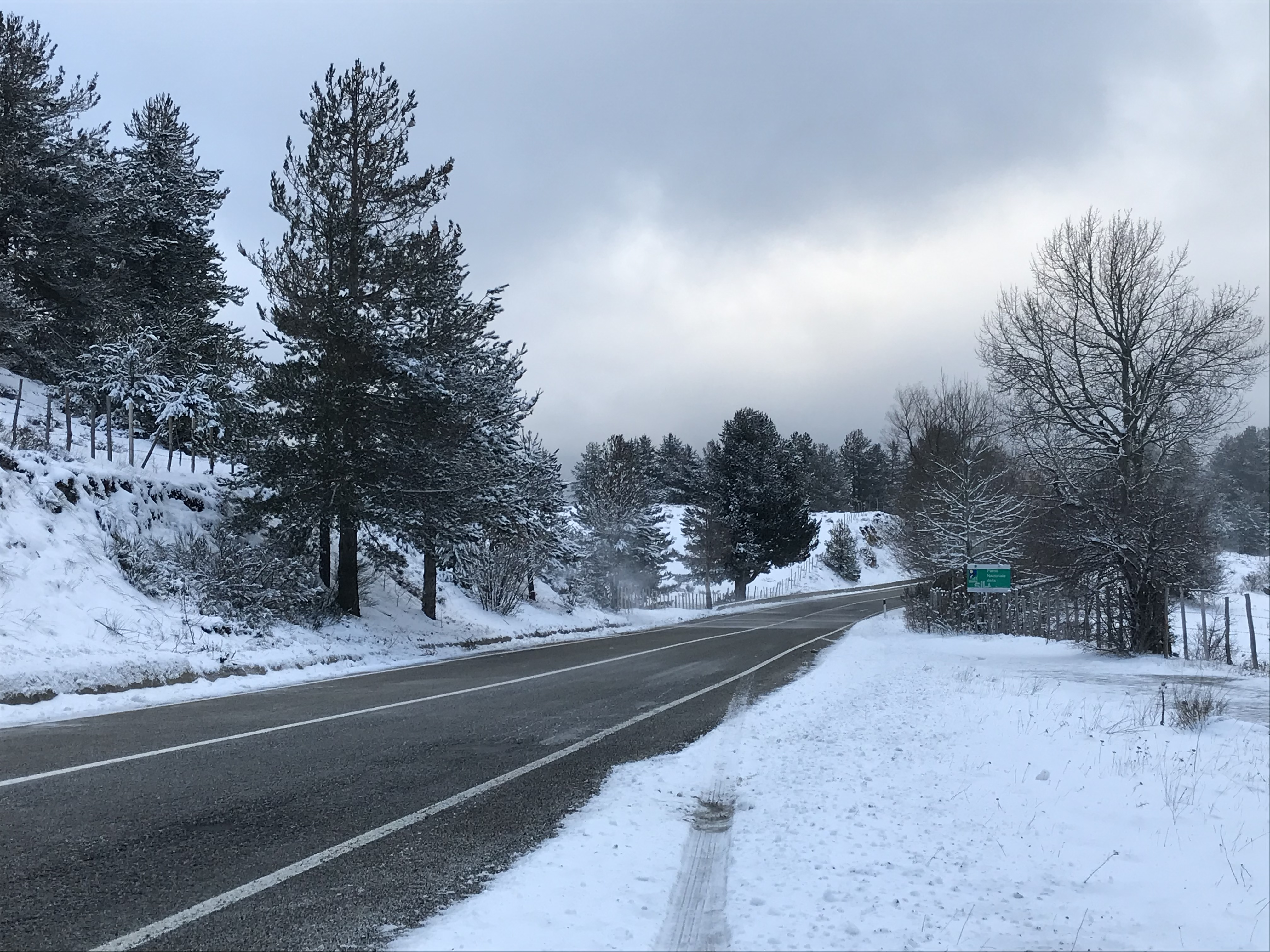
Paesaggio durante un'ondata di freddo

Un'ondata di freddo, in meteorologia, è un periodo di tempo durante il quale la temperatura dell'aria è insolitamente bassa rispetto alle temperature medie usualmente sperimentate in una data regione nello stesso periodo e con caratteristiche tipiche di persistenza inoltre molto spesso con queste ondate di freddo anche la fauna o la flora tendono a cambiare. Il termine non ha dunque significato assoluto, ma è relativo ad una regione (o, meglio ad un clima locale) e ad un preciso intervallo temporale nel senso che ciò che è percepito dalla popolazione come una temperatura eccessivamente bassa in un clima temperato può non esserlo in un'area dal clima maggiormente freddo come ad esempio il clima transiberiano o in un altro periodo dell'anno.

## Descrizione

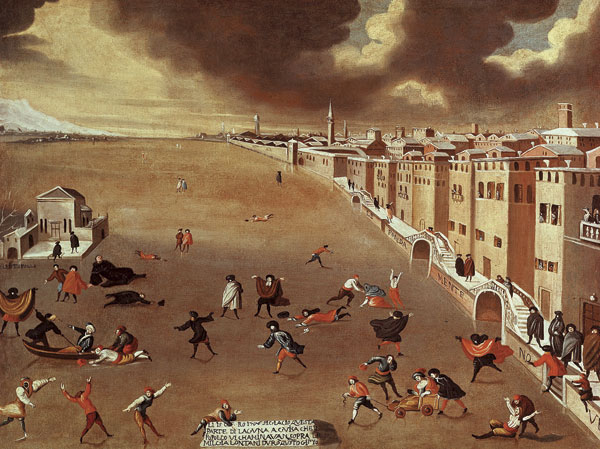
La Laguna veneta ghiacciata durante l'ondata di freddo del 1709

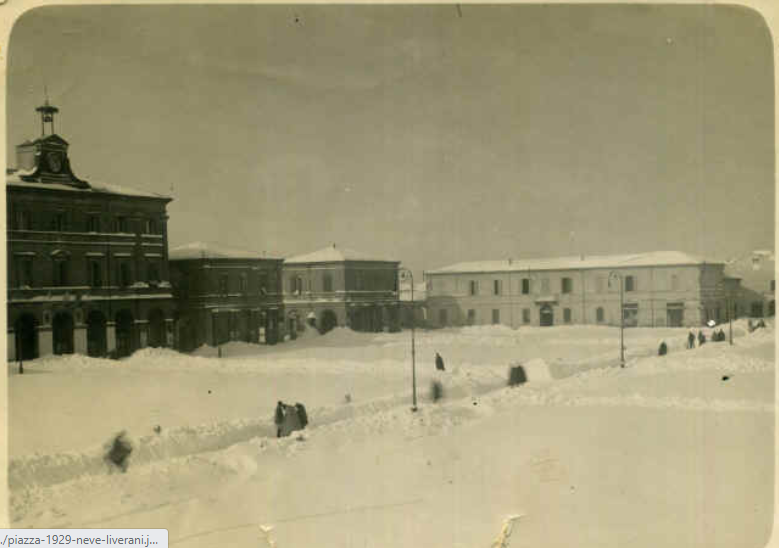
Ondata di freddo del 1929 (Alfonsine)

la nevicata del febbraio 1956 a Roma

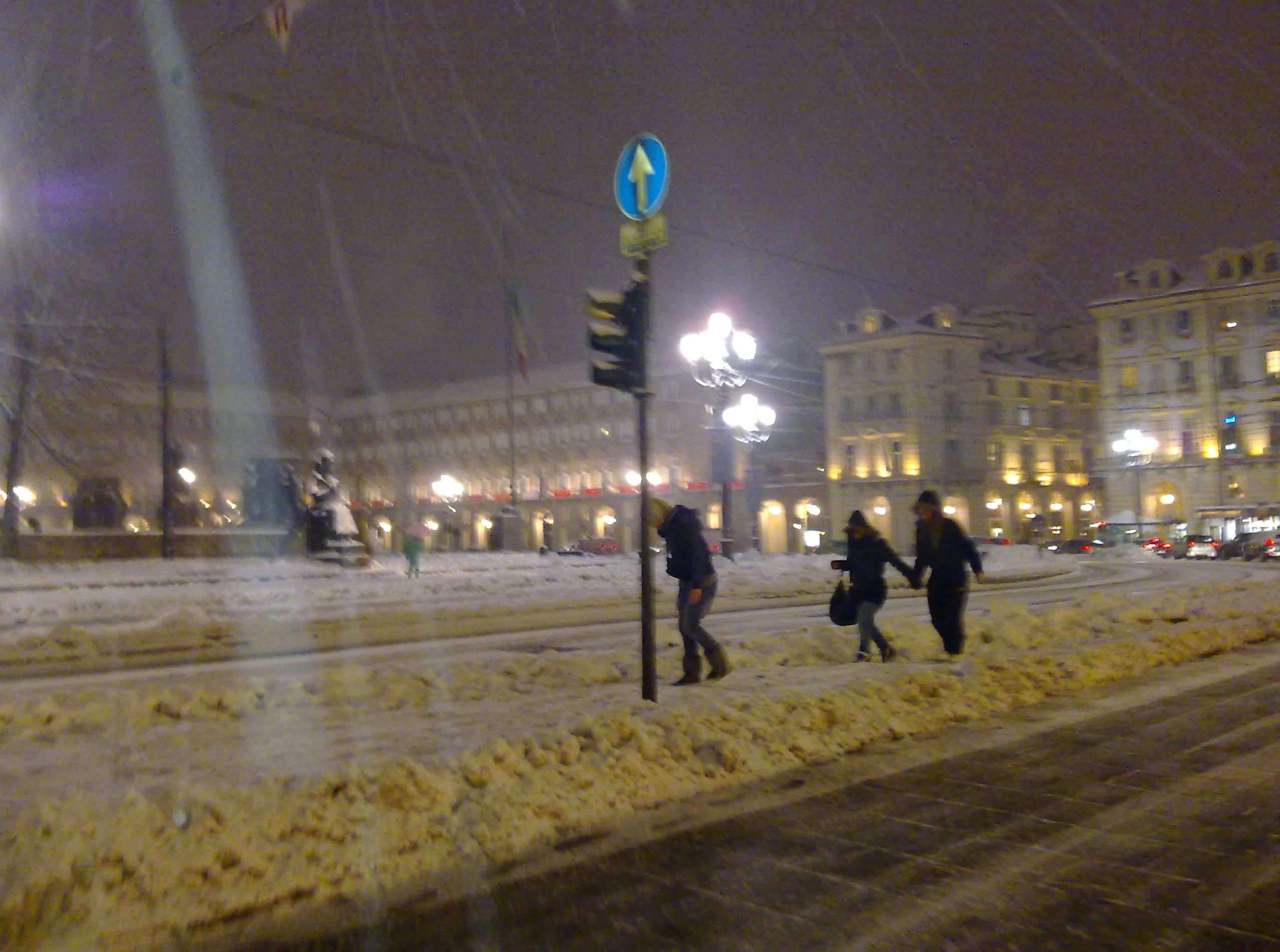
Ondata di freddo del febbraio 2012 (Torino)

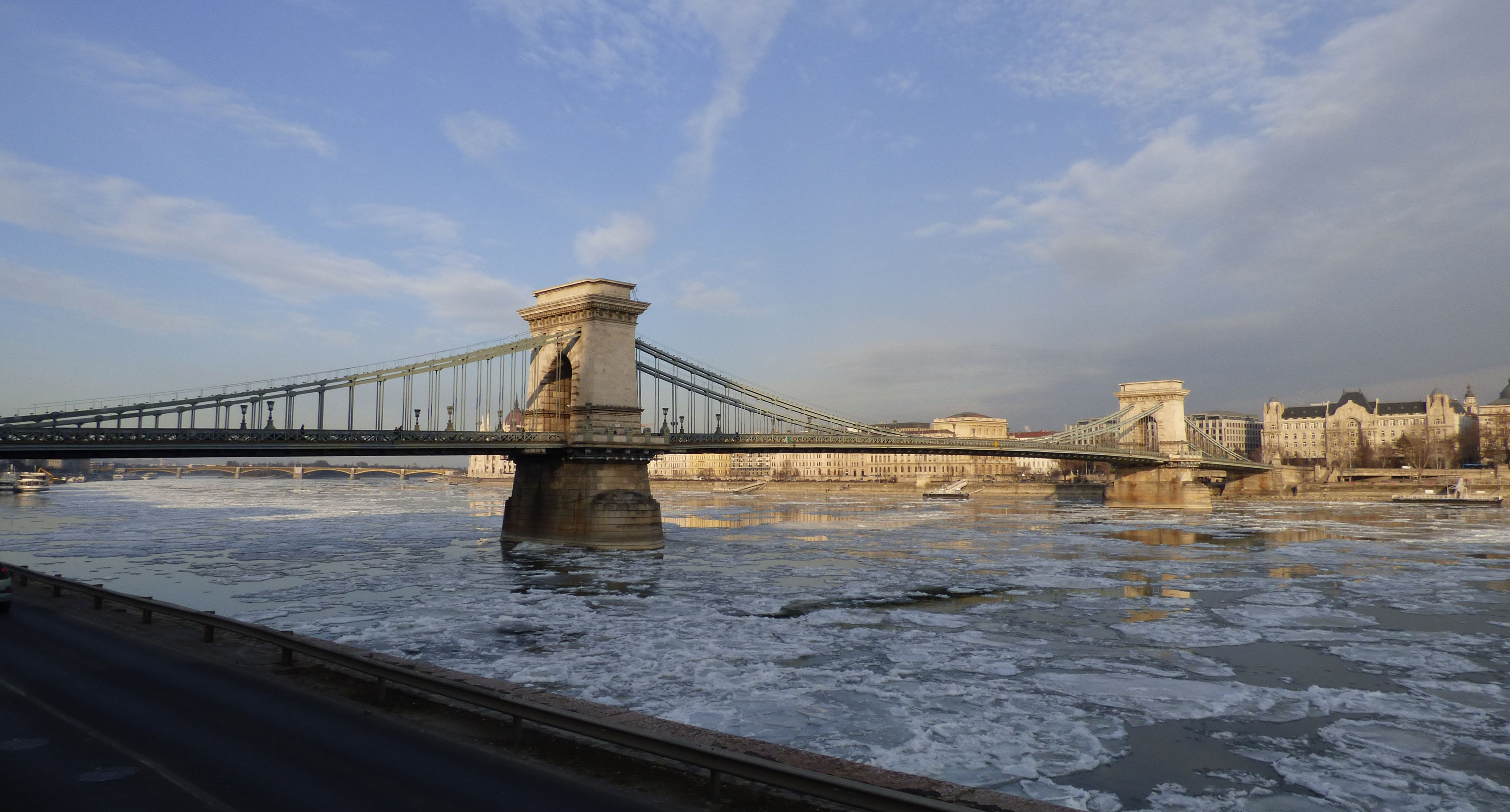
Il Danubio ghiacciato durante l'ondata di freddo del gennaio 2017

Sebbene un'ondata di freddo possa presentarsi in qualunque parte dell'anno in relazione alle temperature medie del periodo interessato, risultano particolarmente rilevanti le ondate di freddo che colpiscono le latitudini temperate di ciascun emisfero nella rispettiva stagione invernale.
Sebbene in ciascun inverno queste zone sperimentino spesso ondate di freddo più o meno accentuate e durature, che pur rientrando in anomalie termiche non assumono di fatto alcuna caratteristica di eccezionalità, alcune di queste ondate di freddo, unite all'apporto di grandi nevicate in zone non usuali per il fenomeno, hanno invece assunto rilevanza storica in ambito meteorologico e nella memoria collettiva arrivando a volte a caratterizzarsi anche come vere e proprie calamità naturali.
Tipicamente avvengono per irruzione o discesa di aria fredda di origine polare (avvezione fredda) sulle medie latitudini favorita da particolari configurazioni bariche del campo di pressione atmosferica come spostamenti latitudinali del vortice polare che danno luogo a saccature e ponti di alta pressione fino ad alte latitudini.
In Europa questo tipicamente può avvenire con promontori di alta pressione sull'Atlantico o in congiunzione tra anticiclone delle Azzorre e anticiclone russo-siberiano (ponte di Voejkov) con effetto di avvezioni secondo le direttrici nord-ovest sud-est cioè con aria artica marittima (non eccessivamente fredde, ma più umide) nel primo caso oppure con direttrici nord-est sud-ovest cioè con avvezioni di aria artica continentale provenienti dalla Russia e/o dalla Siberia (più fredde ma più secche) nel secondo caso. A volte nei casi più conclamati in queste ultime configurazioni possono instaurarsi fenomeni di buriana con effetto tormenta al suolo, specie con caratteristiche geomorfologiche del territorio tipiche da stau. Alcune di queste ondate di freddo invernali sembrano inoltre essere legate al fenomeno atmosferico-meteorologico del riscaldamento della stratosfera, altre volte sembrano obbedire alla legge della compensazione.
In Italia, particolarmente schermata dalla catena alpina, le due principali porte del freddo sono la valle del Rodano ad ovest, con immissione diretta sul Mar Mediterraneo sotto forma di maestrale, e la porta della bora ad est, direttamente dai Balcani sotto forma di grecale, rispettivamente per le masse d'aria polari marittime (in gergo dette rodanate) e per le masse d'aria fredde continentali (queste ultime se imponenti possono anche aggirare la catena alpina e passare inizialmente da ovest). Il forte contrasto tra l'aria gelida e quella mite-umida del Mediterraneo tende ad attivare una ciclogenesi con conseguente formazione di una bassa pressione sul territorio italiano, a volte con caratteristiche di persistenza e fenomeni annessi quali vento e precipitazioni. La formazione di un cuscino d'aria fredda al suolo tende poi a favorire le precipitazioni nevose per scorrimento di aria mite umida mediterranea al di sopra, specie al nord in Pianura Padana.
In senso stretto, l'ondata di freddo negli Stati Uniti d'America è un fenomeno atmosferico caratterizzato da un rapido raffreddamento dell'aria. In particolare, nel significato col quale il termine è utilizzato dal National Weather Service, un'ondata di freddo è una rapida diminuzione delle temperature all'interno di un periodo di 24 ore che richiede uno stato di protezione supplementare per l'agricoltura, l'industria, il commercio e altre attività sociali. Il criterio preciso per determinare un'ondata di freddo tormenta è basato sulla velocità con cui la temperatura scende e sulla temperatura minima a cui arriva. Questa temperatura minima dipende dalla regione geografica e dall'ora.
In Asia centrale e orientale le irruzioni fredde invernali sono dovute agli spostamenti delle masse d'aria fredde continentali artico-siberiane, mentre nel continente nordamericano a quelle artico-canadesi sempre legati alle posizioni dei rispettivi anticicloni termici e con dinamiche simili a quelle europee. Nell'emisfero australe masse d'aria polari antartiche possono raggiungere i territori più meridionali dell'America meridionale (Cile e Argentina), dell'Africa (Sudafrica) e dell'Oceania (Australia e Nuova Zelanda).
Fa spesso da contorno a simili scenari gelidi l'occorrenza concomitante di precipitazioni nevose più o meno abbondanti associate al nucleo perturbato depressionario. Oltre all'effetto diretto del vento gelido (wind chill), le temperature più basse vengono in genere raggiunte al termine dell'irruzione fredda per effetto albedo dovuto alla copertura nevosa associato all'inversione termica nelle pianure e nelle valli con gelo e ghiaccio diffuso, facendo registrare tipicamente anche diversi giorni di gelo, localmente anche giorni di ghiaccio e possibili estremi record negativi.
La teoria dei mutamenti climatici attuali, in un contesto di surriscaldamento globale, porrebbe dei limiti sulla frequenza e intensità delle ondate di freddo, sebbene alcuni climatologi ritengano che tali mutamenti si manifestino sempre più con eventi estremi includendo quindi sia ondate di caldo sia ondate di freddo.
Al pari delle forti ondate di caldo, forti ondate di gelo costituiscono un rischio serio per la salute umana, in particolare per anziani e bambini e persone che soffrano di patologie croniche (es. cardiopatie e broncopatie), oltre che un rischio diretto per morte da assideramento o ipotermia per senzatetto e indigenti. Inoltre, rilevanti sono i disagi e i danni che queste ondate di freddo possono arrecare alla società super-industrializzata (spesso anche maggiori rispetto alle ondate di caldo), in particolare a trasporti e viabilità, all'erogazione di energia elettrica, alle scorte alimentari e sui carburanti, con un forte peso sui consumi energetici in generale fino a possibili danni ingenti al patrimonio agricolo (le più a rischio sono le colture dei territori a clima temperato quali ulivo, vite, alberi da frutto e ortaggi) e all'allevamento.

### Ondate di freddo storiche
- Inverni freddi in Europa dal XV secolo
- Ondata di freddo dell'inverno tra il 1407 e il 1408
- Ondata di freddo del giugno 1491
- Ondata di freddo dell'inverno 1709
- Anno senza estate
- Ondata di freddo del dicembre 1879
- Ondata di freddo del 1929
- Ondata di freddo del dicembre 1940
- Ondata di freddo del marzo 1949
- Ondata di freddo e nevicata del febbraio 1956
- Ondata di freddo del marzo 1971
- Ondata di freddo dell'ottobre 1974
- Ondata di freddo del gennaio 1985
- Ondata di freddo dell'aprile 1995
- Ondata di freddo del giugno 1995
- Ondata di freddo dell'inverno 2005
- Ondata di freddo del febbraio 2012
- Ondata di freddo del gennaio 2017
- Piccola era glaciale